# Sant Pere del Mont
Sant Pere del Mont és una obra del municipi de Castellfollit del Boix (Bages) inclosa en l'Inventari del Patrimoni Arquitectònic de Catalunya.

## Descripció
Es tracta d'un edifici romànic en estat ruïnós que evidencia però l'obra romànica del segle xii formada per una església d'una sola nau, coronada amb un absis semicircular a llevant, de murs extremadament gruixuts que suportaven una volta (1.40mt.), probablement apuntada. La porta, situada al capdavall del mur de migdia tenia davant seu una tomba antropomorfa. Els murs són fets amb grans murs de pedra disposats en filades horitzontals i a trencajunt.

## Història
Està situada dins l'antic terme del castell de Grevalosa, l'església de Sant Pere de Mont, fou inicialment una capella rural que fou convertida en priorat al passar a ser propietat del monestir de Sant Pere de la Portella (Berguedà), per tal d'administrar els béns que el monestir tenia en aquest indret. L'església és documentada a partir de l'any 1102 i el priorat a partir del 1140.
D'ella depenien les esglésies de Sta. Cecília de Gravalosa, St. Miquel de Grevalosa i Sta.Maria del Pla. El priorat exercia funcions parroquials. la vida monàstica va desaparèixer abans del s.XVII i el lloc abandonat.